# Мехдишехр

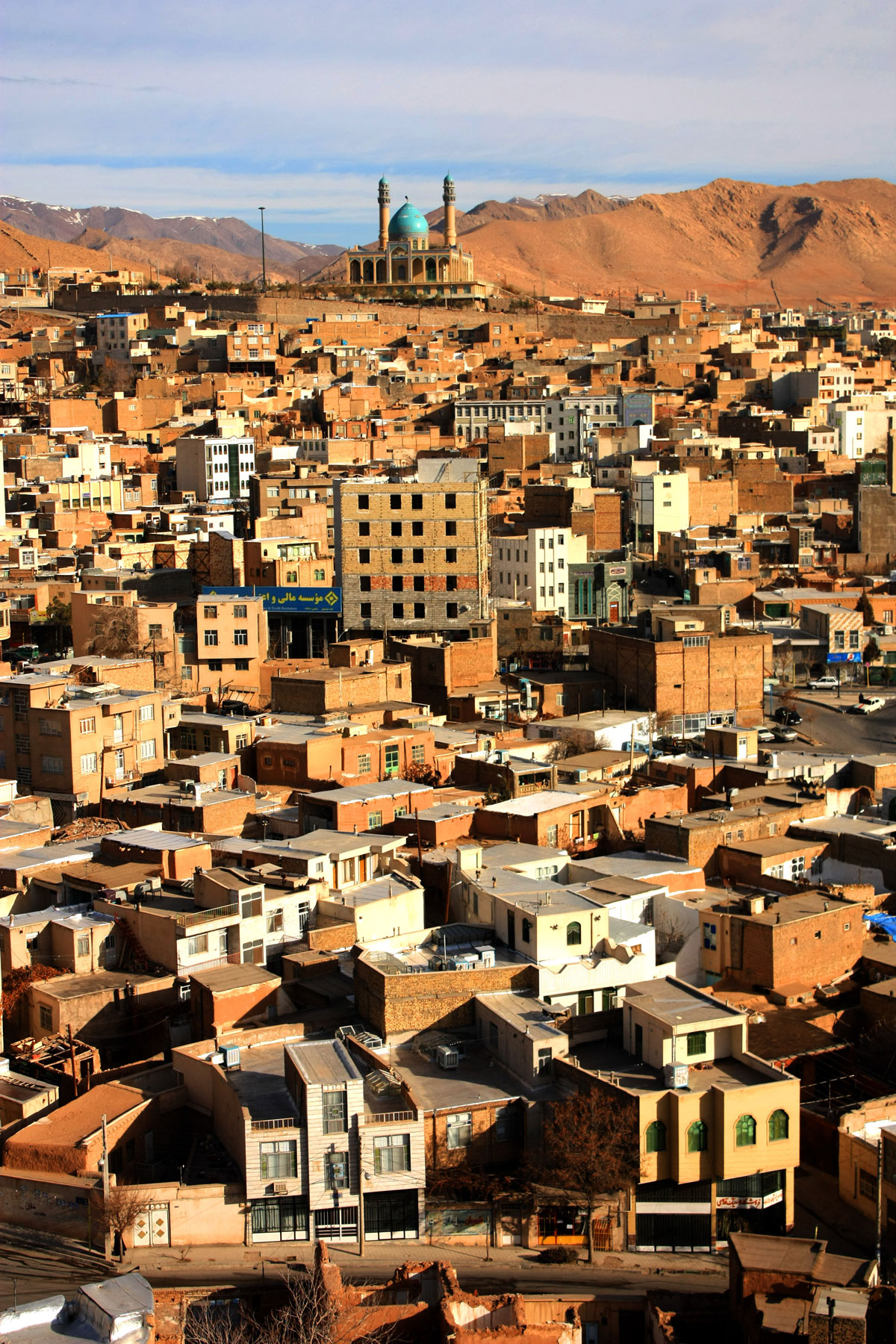
Вид на старый город с мечетью на заднем плане

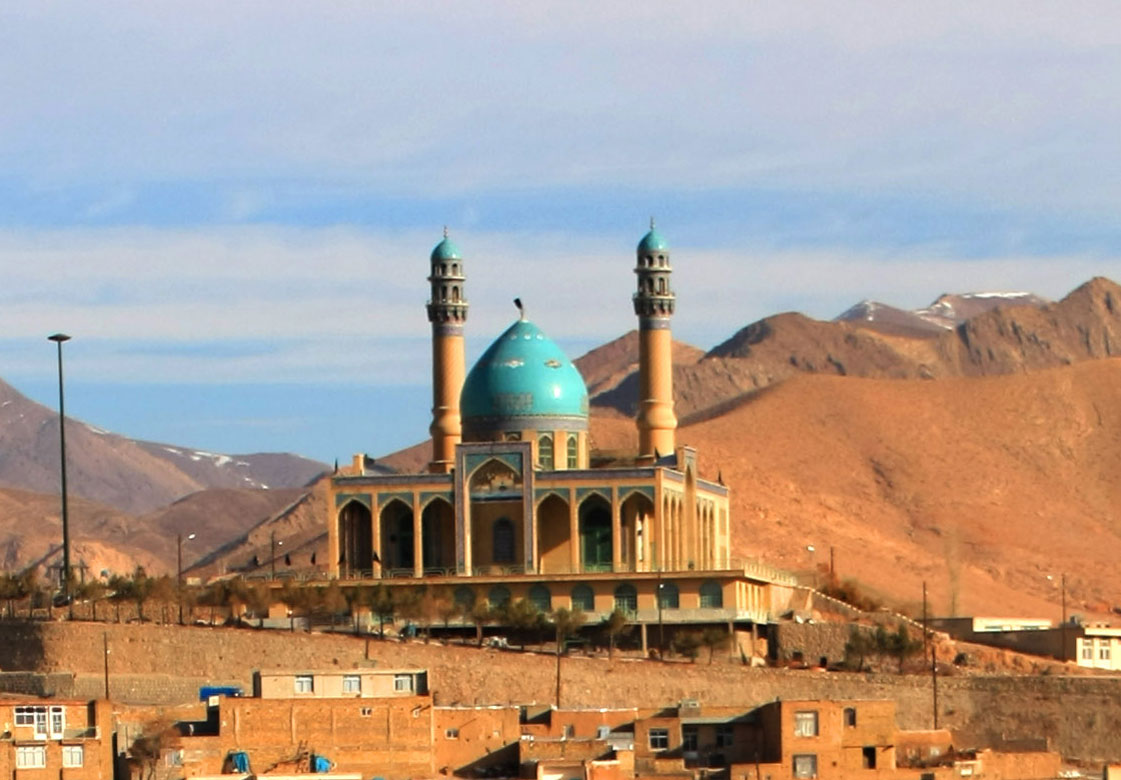
Мечеть Альмахди

Мехдишехр (перс. مهدی‌شهر‎), также Сангсар (перс. سنگسر‎) — город на севере Ирана в провинции Семнан, административный центр шахрестана Мехдишехр.
Город расположен на южном склоне хребта Эльбурс севернее Семнана. Высота над уровнем моря — 1630 метров. Климат — умеренный. Население — ок. 21,6 тыс. человек.